# 大原淳也
大原 淳也（おおはら じゅんや、1984年6月26日 - ）は、佐賀県東松浦郡玄海町出身の元プロ野球選手（内野手）、コーチ。右投右打。

## 経歴

### プロ入り前
小学3年時、野球をやっている友達の姿にあこがれて地元小学校の軟式少年野球チームに入部。5年でレギュラー。6年では部員26人を率いるキャプテンとなり、150チーム以上が参加する全国大会でチームを準優勝へと導いた。中学から硬式野球を始める。
佐賀学園高卒業後、福岡六大学野球連盟に加盟する九州共立大学を経て、2008年に社会人野球・企業チームのヒタチエクスプレス（小牧市）に入社したものの、同年秋に同社が倒産、解散したため高松市にある社会人野球・クラブチームのアークバリアドリームクラブに移籍。
その後、四国・九州アイランドリーグのトライアウトを受験し、2010年に香川オリーブガイナーズに入団。主に1番打者としてシーズンの全試合（76試合）に出場し、打率.314・10本塁打・32打点・29盗塁の成績だった。同年10月28日、ドラフト会議にて横浜ベイスターズから7位指名を受け、11月12日に契約金800万円、年俸600万円で契約した。なおアマチュア時代に結婚、2010年3月には長男が誕生。新人選手にしては珍しい子連れ入団である。

### プロ入り後
2011年は、新人合同自主トレにて脹脛の肉離れを起こしアピールできず、二軍スタートとなった。開幕後は二軍で打率.173と打撃に苦しみ一軍出場はなかった。守備でもそれまで慣れ親しんでいたショートよりセカンドでの起用が多く、11失策を記録している。
2012年は、2軍で84試合に出場し打率.235、4本塁打、21打点と前年に比べ成績は向上したが、守備面では14失策を記録した。7月29日に公式戦初出場するが、10月2日に球団から戦力外通告を受けた。

### DeNA退団後
2012年12月14日、古巣の香川オリーブガイナーズに復帰することが発表された。
2014年シーズン終了後、任意引退を理由に退団し現役を引退した。

### 引退後
兵庫県明石市の「大久保バッティングセンター」で店長を務め、同じ施設内で小中学生向け野球スクールのコーチをしている。のちにYouTubeチャンネルを開設し、子供向けの野球指導動画を投稿。独特かつ易しい表現を用い、大原のひょうきんな人柄も表れた動画で話題を呼んだ。その傍らで、ボーイズリーグ兵庫大久保ボーイズで監督も務める。
2021年のシーズン途中より、関西独立リーグ・06BULLSの内野守備走塁コーチに就任し、2022年まで務めた。
2023年からは兵庫県明石市のボーイズリーグ・兵庫大久保ボーイズの監督を務めている。

## 選手としての特徴
常に全力プレーが身上。肩とフットワークの良さを活かした広い守備範囲で高い守備力を誇る。打撃はパンチ力が魅力。

## 詳細情報

### 年度別打撃成績
| 年 度     | 球 団     | 試 合 | 打 席 | 打 数 | 得 点 | 安 打 | 二 塁 打 | 三 塁 打 | 本 塁 打 | 塁 打 | 打 点 | 盗 塁 | 盗 塁 死 | 犠 打 | 犠 飛 | 四 球 | 敬 遠 | 死 球 | 三 振 | 併 殺 打 | 打 率 | 出 塁 率 | 長 打 率 | O P S |
| --------- | --------- | ----- | ----- | ----- | ----- | ----- | -------- | -------- | -------- | ----- | ----- | ----- | -------- | ----- | ----- | ----- | ----- | ----- | ----- | -------- | ----- | -------- | -------- | ----- |
| 2012      | DeNA      | 1     | 0     | 0     | 0     | 0     | 0        | 0        | 0        | 0     | 0     | 0     | 0        | 0     | 0     | 0     | 0     | 0     | 0     | 0        | ----  | ----     | ----     | ----  |
| 通算：1年 | 通算：1年 | 1     | 0     | 0     | 0     | 0     | 0        | 0        | 0        | 0     | 0     | 0     | 0        | 0     | 0     | 0     | 0     | 0     | 0     | 0        | ----  | ----     | ----     | ----  |

### 年度別守備成績
| 年 度 | 球 団 | 三塁  | 三塁  | 三塁  | 三塁  | 三塁  | 三塁     |
| 年 度 | 球 団 | 試 合 | 刺 殺 | 補 殺 | 失 策 | 併 殺 | 守 備 率 |
| ----- | ----- | ----- | ----- | ----- | ----- | ----- | -------- |
| 2012  | DeNA  | 1     | 0     | 0     | 0     | 0     | ----     |
| 通算  | 通算  | 1     | 0     | 0     | 0     | 0     | ----     |

### 記録
NPB
- 初出場：2012年7月29日、対阪神タイガース15回戦（阪神甲子園球場）、8回裏に中村紀洋に代わり三塁手として出場

### 独立リーグでの打撃成績
| 年 度     | 球 団     | 試 合 | 打 数 | 得 点 | 安 打 | 本 塁 打 | 打 点 | 盗 塁 | 犠 打 | 犠 飛 | 四 球 | 死 球 | 三 振 | 打 率 |
| --------- | --------- | ----- | ----- | ----- | ----- | -------- | ----- | ----- | ----- | ----- | ----- | ----- | ----- | ----- |
| 2010      | 香川      | 76    | 277   | 48    | 87    | 10       | 32    | 29    | 1     | 2     | 40    | 13    | 51    | .314  |
| 2013      | 香川      | 74    | 234   | 38    | 57    | 6        | 26    | 11    | 9     | 2     | 38    | 5     | 55    | .244  |
| 2014      | 香川      | 73    | 208   | 24    | 40    | 6        | 23    | 2     | 9     | 1     | 28    | 5     | 70    | .192  |
| 通算：3年 | 通算：3年 | 223   | 719   | 110   | 184   | 22       | 81    | 42    | 19    | 5     | 106   | 23    | 176   | .256  |

### 背番号
- 2 （2010年）
- 51 （2011年 - 2012年）
- 3 （2013年 - 2014年）
- 52 （2021年 - 2022年）